# Bosc de Can Ginebreda
El Bosc de Can Ginebreda és un bosc que es troba a Porqueres (Pla de l'Estany) on ha intervingut l'artista Xicu Cabanyes convertint-lo en gran un parc d'escultures i en una creació personal seva.
Es tracta d'una superfície arbrada de més de 7 hectàrees. Hi predominen els roures, les alzines, els pins, les ginebres, els cirerers d'arboç, etc. Les escultures de Xicu Cabanyes estan distribuïdes a l'aire lliure per tota aquesta àrea, establint diàleg amb la natura i el paisatge que les envolta. Els visitants hi poden circular lliurement, sense haver de seguir una ruta o uns camins determinats.
L'any 2009 el bosc va ser adquirit per l'Ajuntament de Porqueres. El 2012 es va constituir l'Associació d'Amics de Can Ginebreda.

## La intervenció de Xicu Cabanyes
Va començar l'any 1975 i ha anat desenvolupant-se gradualment fins a constar de més de cent escultures de formats diversos i fetes amb materials tan variats com el formigó, la pedra, el ferro, desferres, objectes reciclats, etc.
La temàtica predominant és l'erotisme i així són abundants els nusos, les formes fàl·liques i vulvars, els pits, les natges, etc. L'erotisme s'entén aquí com una celebració de la vida estretament connectada amb la terra i la natura. També hi ha simbolismes de caràcter religiós, obres amb continguts de crítica social, referències al món contemporani, etc.
Dins del recinte també s'hi troba el taller de l'artista i l'anomenada "Cúpula dels sants", una sala amb la coberta arrodonida i tota ella recoberta interiorment per un impressionant collage monumental fet amb models d'estàtues dels anomenats "sants d'Olot".
Les obres exposades són majoritàriament del mateix Xicu Cabanyes (Serinyà, 1945) però també n'hi ha d'altres artistes Com Domènec Fila, Lluís Vilà. Torres Monsó o Moisès Villèlia. entre altres
Xicu Cabanyes va ser un dels components del Grup Tint, que va sacsejar el panorama artístic local a mitjans dels anys setanta del segle xx, anys de canvis. Potser influït per l'art natura, va voler trobar noves formes de portar l'art fora dels espais convencionals. La idea del que havia de ser el Bosc de Can Ginebreda va agafar cos quan va conèixer el Parco dei Mostri de Bomarzo i el Museu Kröller-Müller. El Bosc de Can Ginebreda es pot comptar entre els exemples capdavanters d'intervencions artístiques en boscos i de creació de parcs d'escultures en entorns naturals. És igualment capdavanter com a parc d'escultura eròtica, comparable al parc Loveland que es troba a Corea del Sud. També té algunes característiques afins al paisatgisme visionari.
La zona d'acollida compta amb un restaurant i centre d'activitats culturals. Històricament, al Bosc de Can Ginebreda s'hi han fet activitats de tota mena com exposicions, performances, concerts, debats, tertúlies, etc.

## Galeria d'imatges

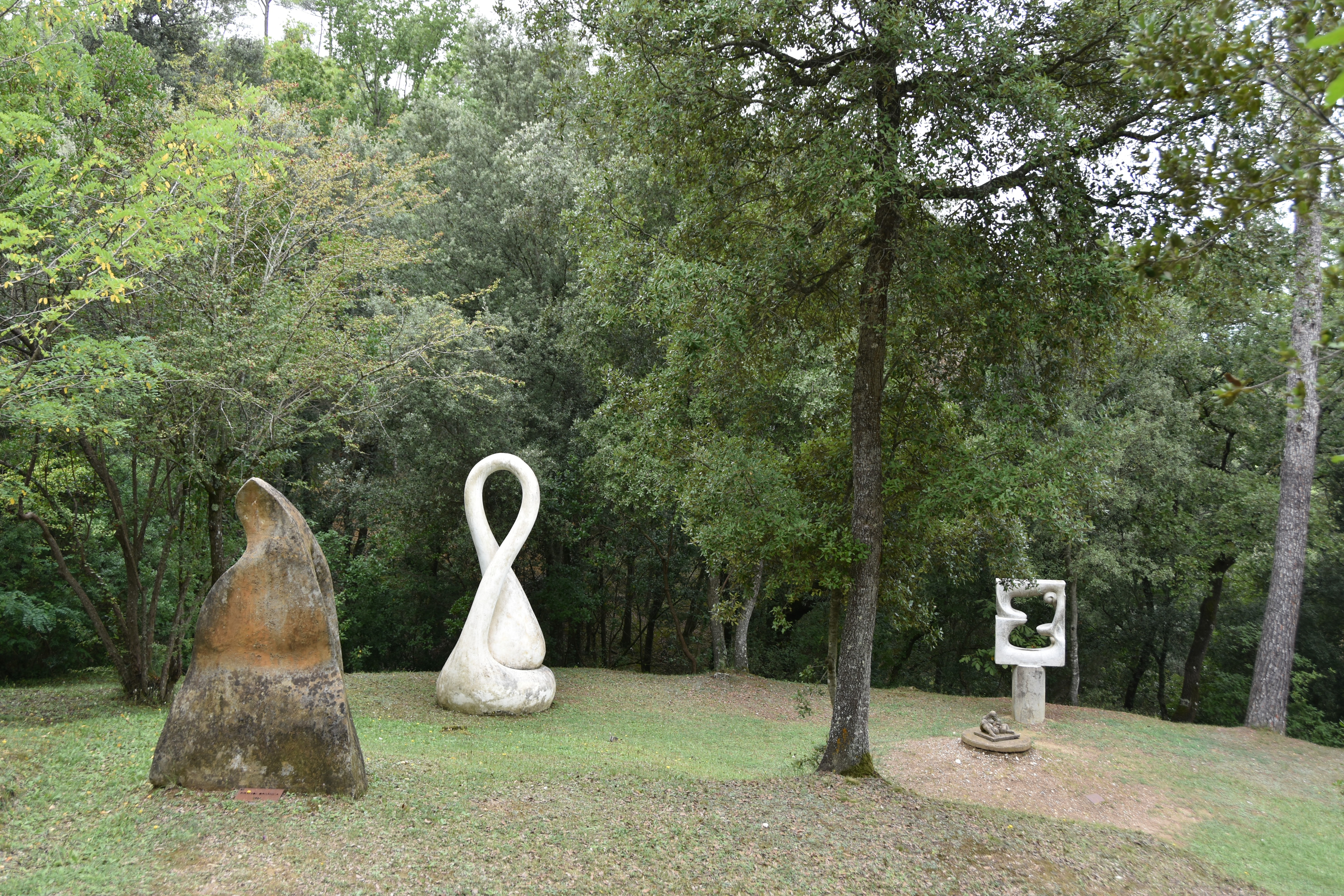
El Bosc de Can Ginebreda
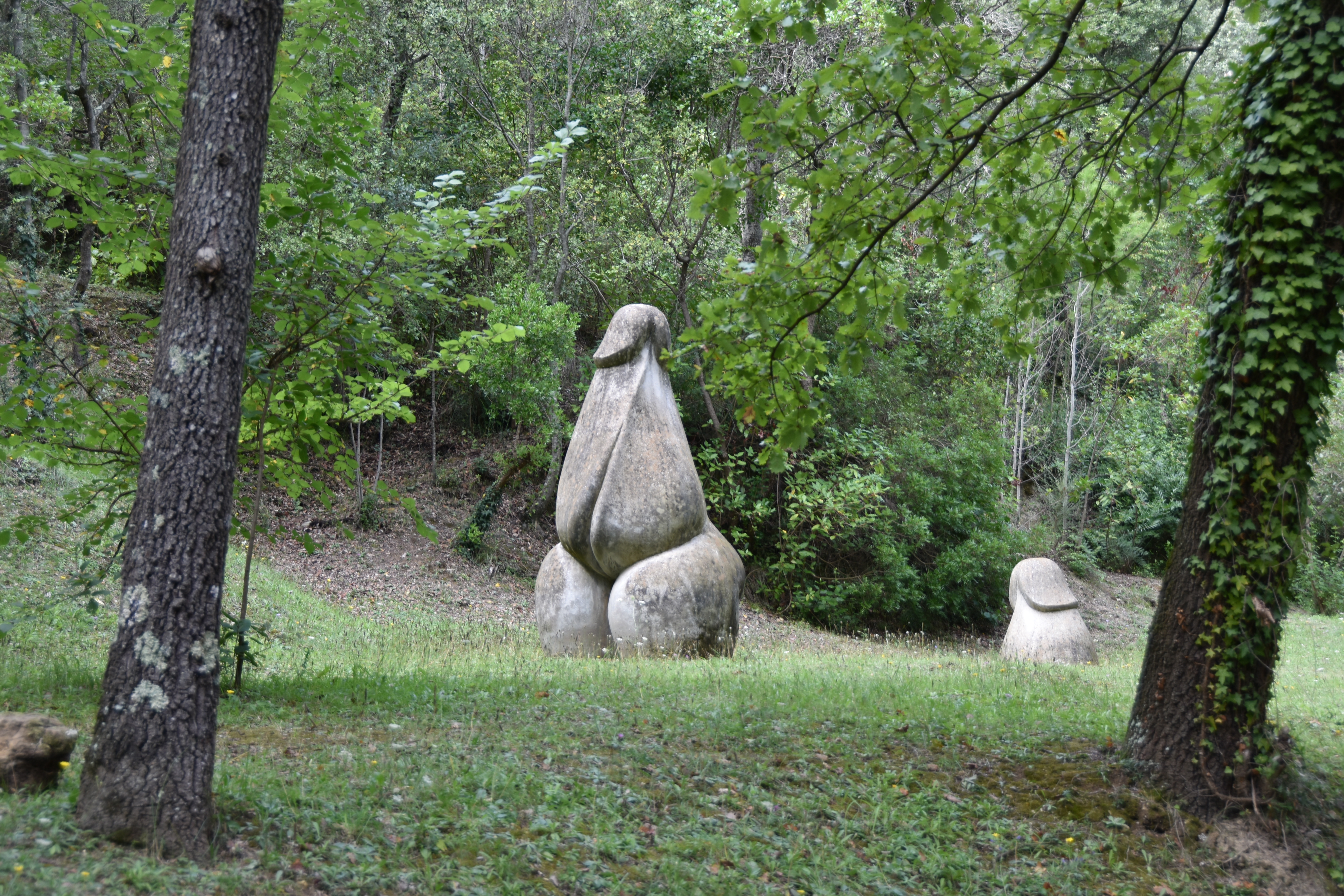
Bosc de Can Ginebreda. Una forma fàl·lica
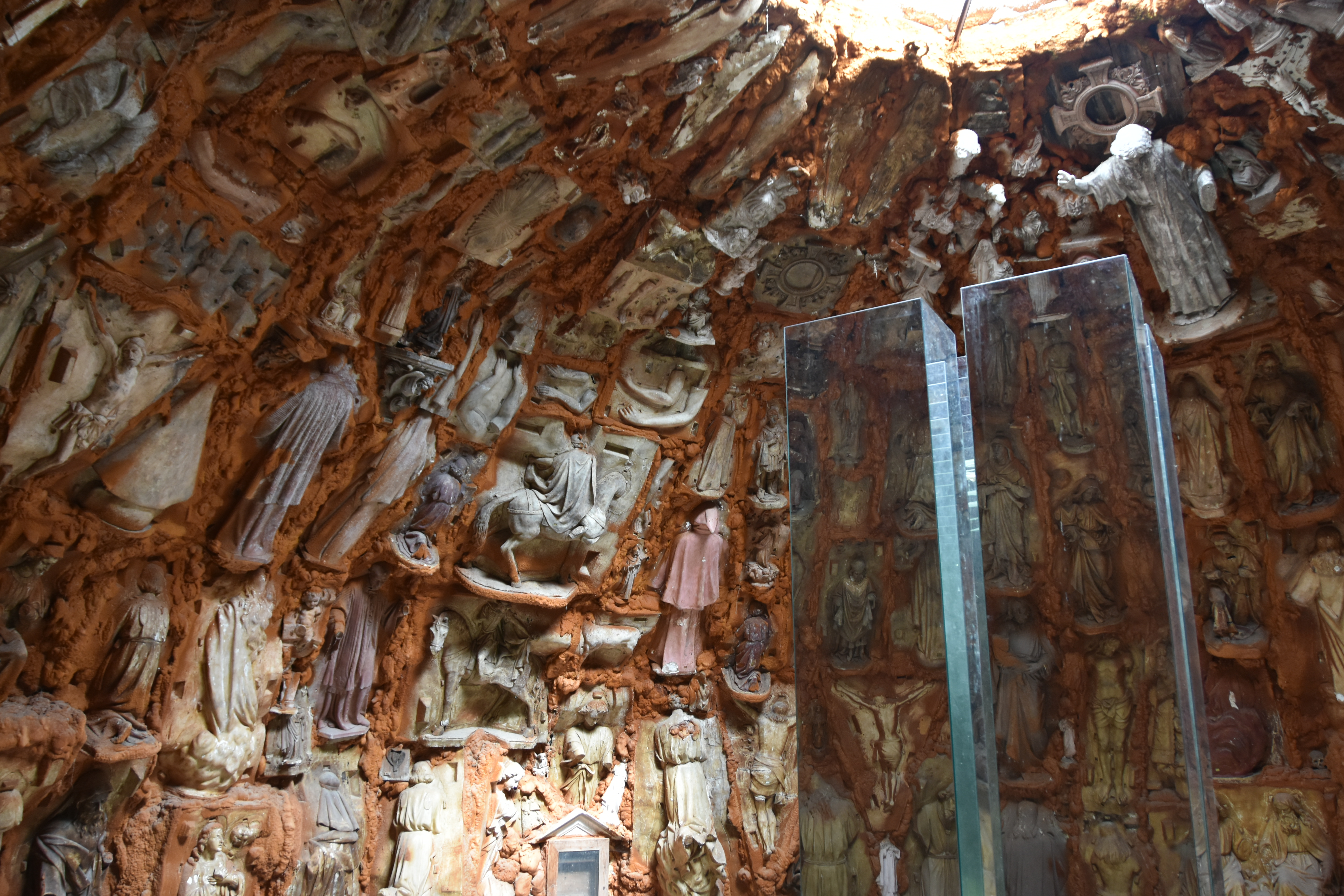
La Cúpula dels sants